# Браво (картина Тициана)
«Браво» или «Храбрец» (итал. Bravo) — картина итальянского живописца Тициана (1480/85–1576), представителя венецианской школы. Создана примерно в 1516–1517 годах. Хранится в коллекции Музея истории искусств в Вене.

## История
Картина идентифицируется с той, которую Маркантонио Микьель видел в 1528 году в доме Зуана Антонио Веньера в Венеции и о которой он сказал: «Две фигуры, нападающие друг на друга — Тициана». Картина происходит из коллекции эрцгерцога Леопольда Вильгельма Австрийского (1614-1662). 

## Сюжет
Картина, на которой изображён таинственный вооружённый мужчина, стоящий спиной, была написана Тицианом в период подражания Джорджоне: она разоблачает скрытую жестокость. Название, под которым произведение упоминается в литературе, в действительности не соответствует тому, что на нём изображено. С достаточной точностью известно, что в основу сюжета (из «Метаморфоз» Овидия) лег миф о том, как Пенфей, царь Фив, боровшийся с культом Вакха, приказал взять его под стражу. Месть Вакха была ужасной: Пенфей был разорван на куски своей матерью и сестрами. Выражение гнева и обещание сурового наказания ясно прослеживаются на лице божества, а сюжеты, посвящённые безрассудству тех смертных, что вызывают гнев небожителей с Олимпа, стали темой, к которой Тициан возвращался неоднократно. 

## Описание
Гнев Пенфея по отношению к Вакху выражен в руке, сжимающей кинжал. Художник применил необычное построение картины, но несмотря на изображение персонажей со спины, ему хорошо удалось передать конфликтную ситуацию между ними. Вакх изображён в венке из виноградных листьев, который является одним из его символов. Длинные, светлые и кудрявые волосы такие же, как и на картине «Вакх и Ариадна» (Национальная галерея, Лондон); страстный взгляд божества в духе гуманистических взглядов эпохи Возрождения, четко контрастирует с ясной и спокойной строгостью Аполлона.
В изображении рук Пенфея, с силой сжимающих воротник юноши, чувствуются мотивы Микеланджело. Тициан, который уже был признанным мастером света и теней, перенял у Альбрехта Дюрера способность с помощью скрытых деталей выражать драматизм повествования. 
В своё время критики считали, что это полотно принадлежит кисти Джорджоне, но исключительная драматическая сила и мощная драматическая передача подтверждают авторство Тициана. Художник недавно завершил алтарные картины для церкви Санта-Мария-Глорьоза-дей-Фрари в Венеции; в этот период язык эмоций входит в его произведения через жесты и положения, выраженные в экспрессивных и очень контрастных линиях. Свет играет основную роль в слиянии тел и лиц персонажей.